# Choreotrichia
Los coreotricos (Choreotrichia) son un grupo de pequeños protistas marinos del filo Ciliophora. Su nombre (“choreo” como en coreografía) refleja la impresión de que en su movimiento parecen bailar. El grupo incluye a los tintínidos (Tintinnida), que producen caparazones característicos de cada especie y que se conservan como microfósiles. Estos últimos son importantes por ser los únicos ciliados tempranos que se conocen, apareciendo en el Ordovícico y siendo comunes durante el período Jurásico. Del grupo de los tintínidos se han descrito unas 400 especies vivas, basándose en las características de los caparazones. Algunas veces, alternativamente se han incluido en Oligotrichia.
Choreotrichia (incluyendo Tintinnida) forma parte del microzooplancton. Son generalmente pequeños (tamaño, 20 - 200 μm), se alimentan de algas pequeñas y son presas de organismos planctónicos más grandes tales como copépodos y larvas de peces.